# Подгорный (Свердловская область)
Подгорный (до 1966 года — Фермы Полевского горздравотдела) — упразднённый в декабре 2019 года посёлок в Свердловской области России, относившийся к городу областного подчинения Полевскому.

## География
Посёлок Подгорный располагался в 4 километрах (по дороге в 5 километрах) к востоку-северо-востоку от города Полевского, на правом берегу реки Чусовой. В одном километре к западу от посёлка проходит автотрасса Екатеринбург — Полевской.

## История
В декабре 2019 года был внесён законопроект об упразднении посёлка. Законом Свердловской области от 24 декабря 2019 года посёлок был упразднён.

## Население
| 2002 | 2010 |
| ---- | ---- |
| 0    | →0   |